# Aa Harimanada
Aa Harimanada (ああ播磨灘?) è un manga scritto e disegnato da Kei Sadayasu, serializzato dal 1991 al 1996 sulla rivista Weekly Morning di Kōdansha. La serie ha ispirato una serie televisiva anime da 23 episodi, trasmessa nel 1992 su TV Tokyo, e un videogioco pubblicato per Sega Mega Drive, Game Gear e Game Boy.

## Trama
Nella prima giornata del "Torneo di sumo per professionisti di settembre", il nuovo yokozuna Harimanada sale sul ring indossando una maschera inquietante, sorprendendo così il pubblico. Si dichiara poi intenzionato a interrompere la serie da 69 vittoria consecutive di Futabayama e che si sarebbe ritirato sul posto se avesse perso un solo incontro. Questo gesto invoca le ire dell'Associazione Sumo del Giappone e lo yokozuna si rende nemici tutti quanti gli altri wrestler makuuchi.

## Personaggi
Isao Harimanada (播磨灘勲?, Harimanada Isao) / Isao Yamagata (山形勲?, Yamagata Isao)
Doppiato da Akio Ōtsuka.
Il protagonista della serie. È alto 182 cm e pesa circa 152 kg.
Raikō (雷光?, Raikō)
Doppiato da Kenichi Ogata.
È il maestro di Harimanada.
Atagoyama (愛宕山?)
Doppiato da Yuzuru Fujimoto.
Il presidente dell'Associazione Sumo. È ispirato a Wakanohana, il presidente dell'Associazione Sumo reale in carica durante gli anni della serializzazione del manga.
Yasokichi Fugaku (富嶽八十吉?, Fugaku Yasokichi) / Iote Iyaokea
Doppiato da Masahiro Anzai.
Un ozeki hawaiano da circa 250 kg. È ispirato a Konishiki.

## Media

### Manga
| Nº | Data di prima pubblicazione | Data di prima pubblicazione | Data di prima pubblicazione |
| Nº | Giapponese                  | Giapponese                  |                             |
| -- | --------------------------- | --------------------------- | --------------------------- |
| 1  | 20 marzo 1991               | ISBN 978-4-06-102742-8      |                             |
| 2  | 19 aprile 1991              | ISBN 978-4-06-102747-3      |                             |
| 3  | 20 giugno 1991              | ISBN 978-4-06-102752-7      |                             |
| 4  | 18 settembre 1991           | ISBN 978-4-06-102763-3      |                             |

### Anime
E&G Film produsse una serie televisiva anime da 23 episodi basata sul fumetto originale e intitolata Miru to Tsuyoku Naru Tsūkai! Yokozuna Anime: Aa Harimanada (見ると強くなる 痛快!横綱アニメ ああ播磨灘?). Diretta da Norio Osada, la serie andò in onda in Giappone su TV Tokyo dal 23 aprile al 1º ottobre 1992. Aah! Harimanada è una delle poche serie animate prodotte incentrate sul tema del sumo wrestling; in seguito alla cessione delle trasmissioni di questo anime, il tema fu ripreso solamente nel 2014 con Rowdy Wrestler!! Matsutaro.
| Nº | Giapponese 「Kanji」 - Rōmaji         | In onda           | In onda |
| Nº | Giapponese 「Kanji」 - Rōmaji         | Giapponese        |         |
| 1  | 「新横綱誕生、みたか仮面の土俵入り」  | 23 aprile 1992    |         |
| 2  | 「仮面の横綱吼える!」                 | 30 aprile 1992    |         |
| 3  | 「悲運の関脇、泥を噛め」              | 7 maggio 1992     |         |
| 4  | 「仮面の横綱、踏みつける!」           | 14 maggio 1992    |         |
| 5  | 「仮面の横綱、またもや掟を破る!」     | 21 maggio 1992    |         |
| 6  | 「仮面の横綱、破竹の26連勝!」         | 28 maggio 1992    |         |
| 7  | 「激闘! 嵐の横綱対決」                | 4 giugno 1992     |         |
| 8  | 「炎の横綱、怒りの一撃!」             | 11 giugno 1992    |         |
| 9  | 「出た! 荒技“仏壇返し”!」             | 18 giugno 1992    |         |
| 10 | 「千秋楽前夜、恩人岡林教授死す!」     | 25 giugno 1992    |         |
| 11 | 「竜が飛ぶ! 怒涛の千秋楽」            | 2 luglio 1992     |         |
| 12 | 「全勝対決、真の横綱は誰か?!」        | 9 luglio 1992     |         |
| 13 | 「仮面の婚約者現る!」                 | 30 luglio 1992    |         |
| 14 | 「横綱VS女将、天下無双のごっつあん!」 | 6 agosto 1992     |         |
| 15 | 「嵐の前ぶれ! 謎の関取現る」          | 13 agosto 1992    |         |
| 16 | 「真剣勝負! 嵐の出稽古」              | 20 agosto 1992    |         |
| 17 | 「九州場所開幕、またも無敵宣言」      | 27 agosto 1992    |         |
| 18 | 「予告の二枚蹴り!!」                  | 3 settembre 1992  |         |
| 19 | 「絶体絶命! 禁じ手、殺人さば折り!」   | 10 settembre 1992 |         |
| 20 | 「絶対負けない! 播磨の逆襲」          | 17 settembre 1992 |         |
| 21 | 「大懸賞、必殺の内掛け!」             | 30 settembre 1992 |         |
| 22 | 「吹き荒れる、張り手の嵐!」           | 1º ottobre 1992   |         |
| 23 | 「果てしなき戦い、不滅の大横綱」      | 1º ottobre 1992   |         |